# Mel Tomlinson
Mel Alexander Tomlinson (Raleigh, 3 gennaio 1954 – Huntersville, 5 febbraio 2019) è stato un ballerino e coreografo statunitense; all'epoca del suo debutto con il New York City Ballet nel 1981, era l'unico danzatore afroamericano della compagnia. La coreografa Agnes de Mille si riferiva a Tomlinson come "il ballerino nero più eccitante d'America".

## Biografia
Mel Tomlinson nacque a Raleigh (Carolina del Nord), e crebbe nelle case popolari di Chavis Heights nel sud-est di Raleigh. Cominciò a ballare mentre era studente alla scuola media Fred J. Carnage, prendendo lezioni da Betty Kovach. Negli anni '60 frequenta la scuola secondaria superiore per neri John W. Ligon, dove partecipa alla danza e alla ginnastica. Proseguì guadagnando un Bachelor in Fine Arts (B.F.A.) per il balletto alla University of North Carolina School of the Arts.

### Carriera
Tomlinson iniziò la sua carriera di ballerino professionista come ballerino principale con l'Agnes de Mille Heritage Dance Theater, che era stato fondato presso la North Carolina School of the Arts. Nel 1974 Tomlinson si trasferì a New York City per entrare al Dance Theatre di Harlem, scegliendo la compagnia dopo aver ricevuto gli inviti anche dal Joffrey Ballet e dal Boston Ballet. Fu promosso a solista con il Dance Theatre di Harlem, esibendosi in Manifestations, Il lago dei cigni, e Scheherazade. In seguito lasciò il Dance Theatre di Harlem per unirsi all'Alvin Ailey American Dance Theatre, ballando in Pas de Duke e The Time Before the Time After. Tomlinson entrò al New York City Ballet nel 1981, in quel momento l'unico danzatore afroamericano della compagnia. Ha fatto il suo debutto al New York City Ballet il 27 novembre 1981 nell'Agon di George Balanchine, ballando con Heather Watts.
Nel 1983 Tomlinson ricevette il primo premio annuale della Carolina del Nord per il suo eccezionale lavoro nel campo delle arti visive o dello spettacolo. Nel 1987 si ritirò dal New York City Ballet, dopo aver raggiunto il grado di solista e tornò nella Carolina del Nord per entrare alla facoltà della School of the Arts dell'Università della Carolina del Nord. Tornò dal suo ritiro per ballare come ballerino principale per il North Carolina Dance Theatre sotto la direzione di Salvatore Aiello. Nel 1991 lasciò il North Carolina Dance Theatre ed entrò nel Boston Ballet come ballerino principale e insegnante principale nel programma CITYDANCE, ballando con la compagnia fino al 1994. Tomlinson ha anche insegnato al Conservatorio di musica di Boston, all'Università di Harvard, all'Università della Carolina del Nord a Charlotte, alla scuola del Greensboro Ballet ed al Charlotte Ballet.

### Vita privata
Tomlinson è apertamente gay. Gli fu diagnosticato l'HIV negli anni novanta e sviluppò l'AIDS. L'8 dicembre 1998 Tomlinson è stato ammesso alla Casa della Misericordia, un ministero delle The Sisters of Mercy cattoliche a Belmont, nella Carolina del Nord, che assiste le persone nelle fasi finali dell'AIDS. Shirley Stowe, direttore dell'assistenza infermieristica alla Casa della Misericordia, si aspettava che Tomlinson morisse entro sei mesi dopo essere stato ammesso. Ebbe un lento recupero ed alla fine fu dimesso dalla casa il 10 settembre 2000.
Tomlinson ha ricevuto un Ph.D. dalla Carolina University of Theology ed è stato ordinato ministro battista.
È vissuto a Charlotte facendo l'insegnante di danza e il direttore di The Hallelujah Dance Corps alla St. Paul Baptist Church. È morto il 5 febbraio 2019 a 65 anni ad Huntersville.

## Compagnie in cui ha lavorato
- Agnes de Mille Dance Theatre
- Dance Theatre of Harlem
- Alvin Ailey American Dance Theater
- New York City Ballet
- North Carolina Dance Theatre
- Boston Ballet